# Eliot Porter
Eliot Furness Porter ou plus simplement Eliot Porter (né le 6 novembre 1901 à Winnetka, dans le comté de Cook en proche banlieue de Chicago, dans l'État de l'Illinois et mort le 2 novembre 1990  à Santa Fe, Nouveau-Mexique) est un photographe américain connu pour ses photographies de paysage en couleur et ses photographies intimes de la nature, notamment d'oiseaux.
Artiste possédant une formation scientifique et préoccupé par les questions environnementales, Eliot Porter a utilisé la couleur dès 1939, bien avant que la plupart des autres photographes n'acceptent cette innovation technique, pour explorer la beauté colorée et la diversité du monde naturel, aussi bien dans la photographie de paysage que pour produire des photographies d'oiseaux plus précises. Ce sont ces premières photographies en couleur qui ont établi sa réputation, et en font l'un des pionniers de la photographie couleur.
Au cours d'une carrière de cinquante années, il a publié 25 livres et a reçu à deux reprises — en 1941 et 1946 — une bourse Guggenheim attribuée par la Fondation John-Simon-Guggenheim. Son travail est exposé et publié largement aux États-Unis. Ses œuvres figurent dans les collections de musées importants, parmi lesquels le Museum of Modern Art (MoMA) de New York, l'Art Institute of Chicago, le Los Angeles County Museum of Art, le Philadelphia Museum of Art, le New Mexico Museum of Art de Santa Fe ou encore l'Amon Carter Museum of American Art de Fort Worth, auquel il a légué, avant de mourir, ses archives, son équipement et ses écrits.

## Biographie
Eliot Porter est le deuxième de cinq enfants dans une famille de la classe moyenne supérieure. Son père, James Porter, lui inculque très tôt l'amour de la nature ainsi qu'une discipline basée sur la rigueur scientifique. Ses parents lui offrent son premier appareil photo en 1911, alors qu'il n'a que dix ans, et immédiatement il manifeste une grande curiosité pour photographier le monde naturel et trouve une inspiration précoce en photographiant les oiseaux et les paysages, d'abord autour de la maison familiale à Winnetka, puis de la résidence d'été de la famille, sur l'île Great Spruce Head, à Penobscot Bay, dans le Maine.
Après une formation scientifique — il obtient un diplôme de Bachelor of Science en génie chimique à l'université Harvard en 1924, puis un doctorat en médecine à la Harvard Medical School en 1929 — il enseigne et entame une carrière de chercheur en biochimie à Harvard, tout en continuant à photographier la nature. Encouragé par Alfred Stieglitz et Ansel Adams, qu'il rencontre au milieu des années 1930, il décide de se consacrer totalement à la photographie et abandonne sa carrière universitaire en 1938.
Porter s'intéresse à la photographie couleur après qu'un éditeur ait rejeté une proposition de livre sur les oiseaux parce que les images en noir et blanc ne permettaient pas de différencier clairement les espèces. Au début des années 1940, il commence à se spécialiser dans la couleur et bénéficie alors du nouveau film inversible couleur — Kodachrome — introduit en 1935 par la firme Kodak, d'abord pour le cinéma, qui trouve ensuite une utilisation en photographie avec le développement des appareils photo de petit format. Il apprend ensuite à réaliser ses propres tirages par le procédé dye-transfer, commercialisé en 1946 également par Kodak. Cependant, pendant encore longtemps, la photographie en noir et blanc reste la norme artistique, et il doit lutter contre les préjugés de ses collègues.
Photographier des oiseaux se déplaçant rapidement présentait des défis techniques considérables. S'appuyant sur ses connaissances en génie chimique grâce à sa formation scientifique, Porter fait de nombreuses expériences jusqu'à ce qu'il soit capable de produire des images satisfaisantes. Ses photographies d'oiseaux sont exposées en 1943 au Museum of Modern Art (MoMA) de New York, qui présentait ainsi sur ses murs l'une des premières expositions de photographie en couleur. Son livre American Birds: 10 Photographs in Color est publié en 1953.
Bien qu'il ait acquis une renommée importante pour ses photographies en couleur des paysages des forêts de la Nouvelle-Angleterre après la publication de son livre In Wildness Is the Preservation of the World en 1962, ses photographies d'oiseaux — moins connues — illustrent son intérêt pour ces habitants des forêts. Mais grâce au succès du livre, il a obtenu des commandes pour réaliser des livres qui l'on amené à voyager pour photographier des sites plus éloignés de son territoire habituel, en Basse-Californie, au Mexique, aux Galápagos, en Afrique de l'Est ou encore en Antarctique, qui ont retenu son attention en raison de leur diversité écologique et des contraintes environnementales auxquelles ils étaient confrontés.
En 1963, Brooks Atkinson, le critique dramatique en chef du The New York Times, dans un article rendant compte du livre The Place No One Knew, Glen Canyon on the Colorado, qui venait d'être publié, comprenant 72 photographies en couleur de Glen Canyon et Rainbow Bridge dans le sud-est de l'Utah, l'a qualifié de « chef-d'œuvre de la photographie. ». Ansel Adams, qui incita Eliot Porter à délaisser son appareil Leica de petit format pour photographier les paysages avec une chambre photographique de grand format, était admiratif de son sens de la composition et a qualifié sa technique d'« impeccable ».
À la fin des années 1960, il élargit son champ d'action et s'intéresse à des thèmes culturels, ce qui l'amène à photographier des sites grecs classiques, des ruines de l'Égypte ancienne et des sites archéologiques de la Chine.
En 1971, il devient membre de l'Académie américaine des arts et des sciences.
Comme Ansel Adams et quelques autres photographes américains de renom, Eliot Porter accepte de fournir à Kodak quelques photographies pour être exposées en très grand format à des fins publicitaires sur le balcon intérieur de la gare de Grand Central à New York. Ce sont les Coloramas, mis en place dans le cadre d'une stratégie marketing visant à démocratiser la photographie amateur et à l'installer dans le quotidien des Américains, qui sont renouvelés toutes les trois semaines, entre mai 1950 et février 1990.
En 1979, le travail d'Eliot Porter est montré dans l'exposition Intimate Landscapes, la première exposition personnelle de photographie couleur au Metropolitan Museum of Art de New York.
Eliot Porter s'implique fortement dans le mouvement en faveur de la conservation de la nature qui commence à se développer aux États-Unis. Dans une interview en 1969, il déclare : « Vous devez amener les gens à le prendre au sérieux. Quand un scientifique réputé dit que notre air peut devenir irrespirable dans une dizaine d'années, personne ne le croit. En ce moment, tout le monde peut respirer, donc ils ne sont pas inquiets ».
Il meurt le 2 novembre 1990 d'un arrêt cardiaque après une longue maladie, à l'hôpital Saint-Vincent de Santa Fe, à l'âge de 88 ans.

## Vie privée
Eliot Porter est marié à Marian Brown de 1927 jusqu'à leur divorce en 1934. Il épouse ensuite Aline Kilham en 1936 et le couple déménage à Santa Fe, au Nouveau-Mexique, vivant à Tesuque, dans le comté de Santa Fe, à partir de 1946. À sa mort, il laisse cinq fils — Eliot Jr., de St. Louis, Charles A., de Winchester, Massachusetts, Jonathan, d'Albuquerque, Nouveau-Mexique, Stephen, de Bellefonte, Pennsylvanie, et Patrick, de Tesuque — huit petits-enfants et un arrière-petit-enfant.

## Expositions

### Expositions personnelles
- 1939 : Galerie An American Place, New York
- 1943 : Birds, Museum of Modern Art (MoMA), New York
- 21 mars - 17 avril 1955 : American Birds, Limelight Gallery, New York
- 14 novembre 1979 - 20 janvier 1980 : Eliot Porter. Intimate Landscapes, Metropolitan Museum of Art (The Met), New York ; première exposition au Met de photographies en couleurs consacrée à un  seul photographe[3].
- 31 octobre 1987 - 3 janvier 1988 : Eliot Porter, Amon Carter Museum of American Art, Fort Worth, Texas.
- 15 avril - 15 juin 1988 : Eliot Porter, Bowdoin College Museum of Art, Brunswick, Maine
- 3 juillet - 21 août 1988 : Eliot Porter, The Huntsville Museum of Art, Huntsville, Alabama
- 21 décembre 2019 - 5 juillet 2020 : Eliot Porter’s Birds, Amon Carter Museum of American Art, Fort Worth[4].

## Livres
- 1953 : American Birds: 10 Photographs in Color
- 1962 : In Wildness Is the Preservation of the World
- 1963 : The Place No One Knew, Glen Canyon on the Colorado
- 1966 : Summer Island: Penobscot country
- 1972 : Birds of North America : A Personal Selection
- 1978 : Antarctica
- 1979 : Intimate Landscapes, postface de Weston J. Naef, Metropolitan museum of art, New York  (ISBN 0-87099-209-0) / E. P. Dutton, Boston -  (ISBN 0-525-13443-3)
- 1985 : Southwest
- 1987 : Eliot Porter, 134 photographies couleur et 25 photographies en noir et blanc en bichromie, textes d'Eliot Porter, préface de Martha A. Sandweiss, New York Graphic Society Books, Boston -  (ISBN 0-8212-1675-9) (relié) •  (ISBN 0-8212-1676-7) (broché)
- 1990 : Nature's Chaos, texte de James Gleick, 128 p., Macdonald & Co. (Publishers) Limited, Londres -  (ISBN 978-0356195179)
- 2001 : Eliot Porter : the color of wildness, textes de John Rohrbach, Rebecca Solnit et Jonathan Porter, 149 pages, Aperture (en), New York / Amon Carter Museum of American Art, Fort Worth -  (ISBN 0-89381-950-6)

## Collections
Les photographies d'Eliot Porter figurent dans de nombreuses collections publiques et privées, et notamment :
- Museum of Modern Art (MoMA) de New York
- Art Institute of Chicago
- Musée d'Art du comté de Los Angeles
- Philadelphia Museum of Art
- New Mexico Museum of Art, Santa Fe
- Amon Carter Museum of American Art, Fort Worth, Texas
- Minneapolis Institute of Art, Minneapolis, Minnesota
- Musée d'art Nelson-Atkins, Kansas City, Missouri

## Récompenses et distinctions
- 1941 : Bourse Guggenheim attribuée par la Fondation John-Simon-Guggenheim
- 1946 : Bourse Guggenheim attribuée par la Fondation John-Simon-Guggenheim
- 1982 : Prix culturel de la Société allemande de photographie

## À propos du travail d'Eliot Porter
- « Je dois vous remercier de m'avoir donné l’opportunité de vivre avec votre esprit sous la forme de ces photographies qui pendant trois semaines étaient sur nos murs. Certaines de vos photographies sont les premières que j'ai vues et qui m'ont fait sentir « il a mon propre esprit » » (Alfred Stieglitz, Lettre à Eliot Porter, 1939, après l'exposition qu'il a présentée dans sa galerie An American Place).
- « Il (Eliot Porter) s'est vite rendu compte que toute la nature, et en particulier le besoin de conservation, était son vrai sujet. » (William H. Honan, in The New York Times, 3 novembre 1990)